# Concílio de Reims
Reims, localizada no nordeste da França moderna, recebeu vários concílios e sínodos na Igreja Católica. Esses conselhos não universalmente representam a igreja e não são contados entre os Concílios Ecumênicos oficiais.

## Conselhos sinodais iniciais de Reims
- O primeiro sínodo, que é dito ter sido realizado em Reims pelo arcebispo Sonácio entre 624 e 630, é provavelmente idêntico ao realizada em Clichy (Clippiacum) em 626 ou 627.
- Em 813 o arcebispo Vulfario presidiu um sínodo de reforma (Werminghoff em "Monumenta Germaniae Historica: Concilia Aevi Carol. I", I, Hanôver, 1904, 253 sq.).

## Concílio de Reims, 991

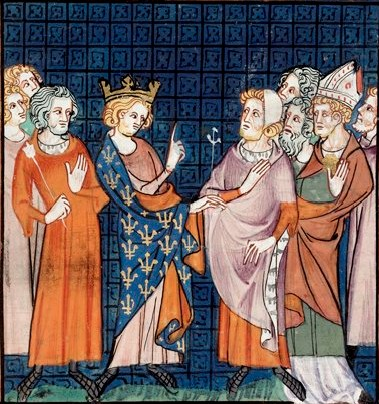
Arnolfo, arcebispo de Reims, no Conselho de 991.

Um conselho, geralmente chamado de Sínodo de St-Basil, foi convocado em Reims pelo rei Hugo Capeto, auxiliado por Gerbert d'Aurillac, mais tarde Papa Silvestre II, para considerar o caso de Arnolfo, arcebispo de Reims, filho ilegítimo do falecido rei Lotário. Arnolfo foi acusado de conspirar com seu tio, Carlos, duque da Baixa Lorena, contra Hugo Capeto. Ele foi devidamente deposto pelo conselho, e Gerbert nomeado em seu lugar. Isso foi feito sem a aprovação do Papa João XV, que se recusou a aceitar tanto a remoção Arnolfo ou a nomeação de Gerbert. A questão se arrastou até 995 quando Arnolfo foi restaurado, e só foi completamente resolvido pelo Papa Gregório V em 997.

## Concílio de Reims, 1049
Em 1049 o Papa Leão IX foi convidado a estar presente na consagração da igreja da Abadia de Saint-Remi em Reims. Ele aceitou o convite e anunciou que, ao mesmo tempo realizaria um conselho. Isso irritou o rei Henrique I de França, já que foi generalizado que nenhum papa poderia realizar um conselho no Reino da França sem primeiro consultar o rei, o que Leão IX negligenciou de fazer. Consequentemente, a fim de frustrar Leão IX, Henrique I ordenou todos os seus vassalos a criar uma taxa feudal no exato momento em que o conselho estava para ser realizado. Isto colocou os bispos e abades na França em uma posição muito difícil: eles foram ordenados por Leão IX a participar do concelho; foram ordenados por Henrique I a participar da imposição. Henrique I esperava que sua ação poderia impedir a realização do conselho, mas Leão IX continuou com seus preparativos, sem pagar qualquer cortesia para o ato de Henrique I. O conselho foi realizado no tempo determinado, e, além de clérigos de outras terras cerca de um terço dos bispos e abades do território do rei compareceram. Aqueles que estavam ausentes com Henrique I foram excomungados pelo papa. Então Leão IX coletou casos de simonia e outros crimes eclesiásticos que foram relatados. Vários dos que estavam presentes no concelho e mantinham altos cargos na igreja foram acusados de infrações muito graves. Leão IX não forçou qualquer um deles a um extremo, mesmo quando a culpa parecia definitivamente conhecida, mas adiou todos os casos a sua própria corte em Roma. O papa agiu da mesma forma em relação às acusações feitas contra os grandes nobres. Por esta política Leão IX esperava ter a autoridade do papado plenamente reconhecida. Ele foi capaz de conseguir muito por causa da fraqueza da monarquia francesa. Leão IX foi ajudado por Henrique III, imperador do Sacro Império Romano, em outras tentativas de reforma, com quem trabalhou, aparentemente, em concordância plena. Leão IX morreu em 1054 sem ter a oportunidade de ver o efeito completo de seu ato, que tinha feito tanto para fortalecer o poder do papado.
Três cânones deste concelho foram legislados sobre a simonia. Hugo de Breteuil, bispo de Langres, foi acusado de simonia e extorsão, fugiu do processo, foi deposto e excomungado. De acordo com Eamon Duffy, "Em uma semana, Leão tinha afirmado a autoridade papal, uma vez que nunca tinha sido preso antes."
O Conselho excomungou Godofredo II, Conde de Anjou, para a prisão de Gervais de Château-du-Loir, bispo de Le Mans.

## Século XII
- Em 1115, um sínodo foi realizado no qual o Cardeal Legado Cuno de Praeneste excomungou o Imperador Henrique V.
- Em 1119, o Papa Calisto II convocou um sínodo com a finalidade de concluir a paz com Henrique V. Havia atuais 15 arcebispos, mais de 200 bispos e muitos abades.

Outras reuniões ocorridas na cidade datam de 1131 e 1148.

## Conselhos posteriores
- Em 1164 o Papa Alexandre III presidiu a um sínodo que instou a cruzada contra o sacro imperador romano Frederico I.
- Em 1407 o arcebispo Guido III convocou um sínodo para abolir os abusos que se infiltraram na Igreja de Reims durante o Grande Cisma do Ocidente.
- Em 1528 o arcebispo Roberto III realizou um sínodo contra Martinho Lutero.
- Em 1564, o cardeal Carlos de Lorena convocou um sínodo reformatório para impor os decretos do Concílio de Trento.
- Em 1583 o cardeal Francisco de Guise realizou um sínodo em que 27 decretos foram promulgadas reformatórios.
- Após um lapso de quase três séculos, o Cardinal Gousset, arcebispo de Reims, convocou um sínodo em Soissons em 1849; outra, em Amiens, em 1853; uma terceira, na própria Reims em 1857. Os atos dos últimos três sínodos são impressos em "Collectio Lacensis", IV, 91-246.